# Панов, Дмитрий Аркадьевич
Дми́трий Арка́дьевич Пано́в (род. 15 января 1964, Москва) — российский генеалог.

## Биография
Детство провёл в новосибирском Академгородке, где работали его родители. Генеалогией заинтересовался в 1979 году в «кружке молодого историка» при МГУ. В 1990 году окончил Историко-архивный институт (ныне — РГГУ) (тема дипломной работы: «Архивоведческие аспекты организации современных генеалогических изысканий»; научный руководитель — д. и. н., профессор Борис Семёнович Илизаров).
В 1991 году при Российско-Американском университете создал первое генеалогическое бюро «Истоки».
В 1991—1994 годах активно занимался практической генеалогией в команде «АРОСа» («Архивы России»; директор — к. и. н. В. М. Плескунов).
В 1993—1999 годах — консультант «Российско-Американской Генеалогической архивной службы» (РАГАС), с 1997 года — аспирант МГУ, с 2001 года — кандидат исторических наук (тема: «Генеалогические исследования в современной исторической науке»).

## Научная деятельность
Наиболее известен изучением родословной первого президента России — Бориса Николаевича Ельцина.

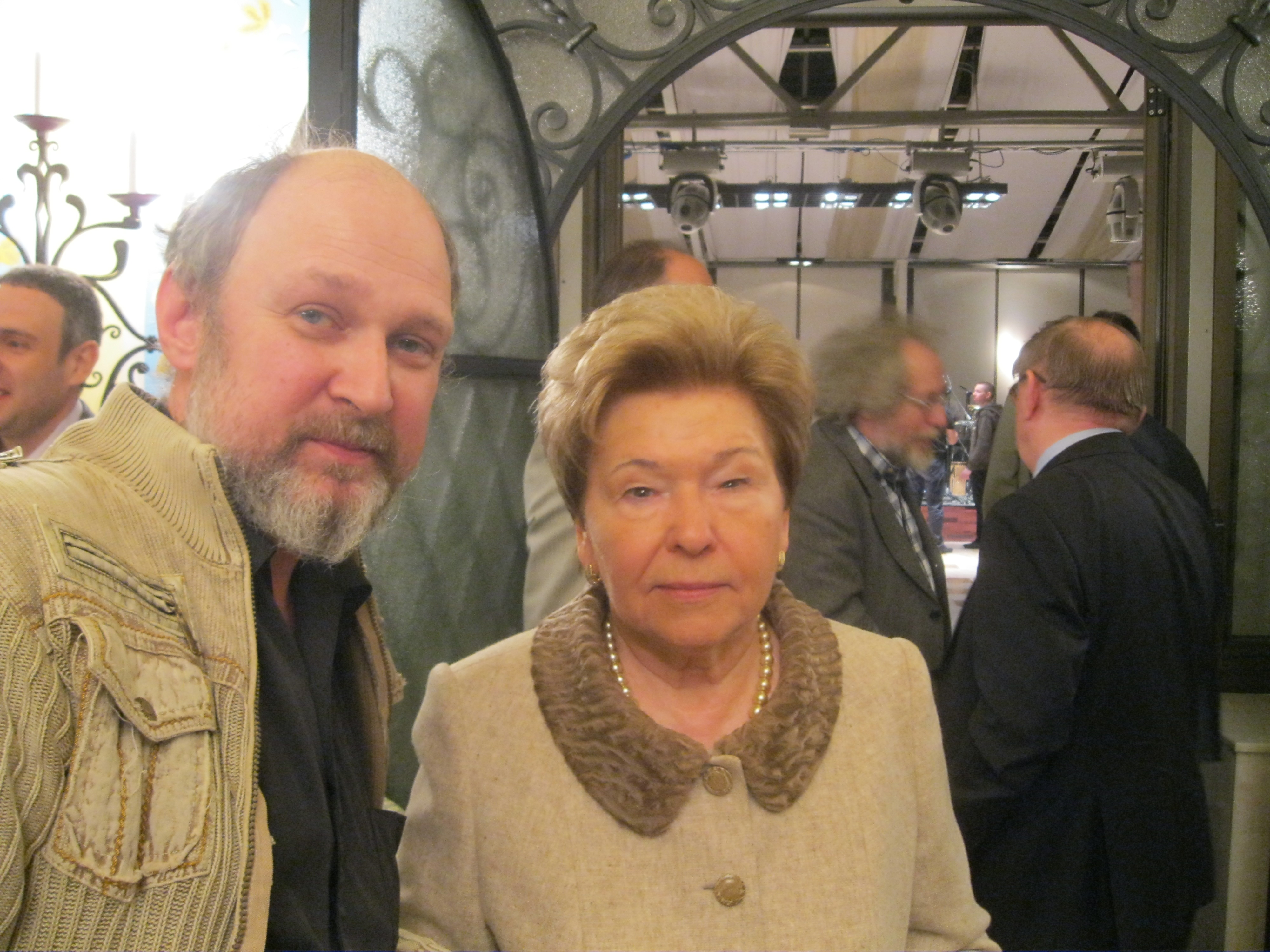
Д. А. Панов и Н. И. Ельцина, вдова первого президента России Б. Н. Ельцина, 27 апреля 2011 г.

Сфера интересов: методика и практика генеалогии, источниковедение, особенности национальных генеалогий России. Занимается дворянской, крестьянской, еврейской и мусульманской генеалогией.
Секретарь Российской генеалогической федерации (c 2000 года), действительный член (и представитель в Москве) Уральского историко-родословного общества, член Русского генеалогического общества, член Историко-родословного общества, один из основателей Еврейского генеалогического общества, член Ассоциации профессиональных генеалогов.

### Публикации
- Опыт поколенной росписи рода Ельциных. — Пермь: Ассоциация генеалогов-любителей, 1992. — 1000 экз.
- Guid to the Jewish Records in the Rovno Oblast Archives // Avotaynu Magazine: The International Review of Jewish Genealogy : журнал. — en:Bergenfield, New Jersey, 1994. — Т. 10, № 4. — С. 5—9.
- К истории права на получение дворянства // Русское дворянство : журнал. — М., 1997. — Вып. 2. — С. 49—50. — 1500 экз.
- Краткий обзор генеалогических материалов по Тобольской губернии // Генеалогический вестник : журнал. — СПб., 2001. — Вып. 2. — С. 32—40. — 1000 экз.
- Обзор генеалогических источников Государственного архива Республики Крым в Симферополе. Часть I // Генеалогический вестник : журнал. — СПб., 2001. — Вып. 3. — С. 16—23. — 1000 экз.
- Обзор генеалогических источников Государственного архива Республики Крым. Часть II // Генеалогический вестник. — СПб., 2001. — Вып. 5. — С. 68—76. — 1000 экз.
- (совместно с Шумковым А. А.). Мордвиновы // Дворянский календарь. Тетрадь 9  / Отв. ред. Шумков А. А.. — СПб.: ВИРД, 2001. — 1000 экз.
- (совместно с Фельдманом Д. З.). Бурные годы «Тихого поля» в Новороссии: Два века еврейской колонии Сейдеменуха. Историко-генеалогическое исследование. — М.: Древлехранилище, 2009. — 232 с. — 500 экз. — ISBN 978-5-93646-152-1.

Награждён почётной грамотой от ВГД (2005) и медалями «За вклад в развитие генеалогии и прочих специальных исторических дисциплин» II (2008) и I (2010) степени.